# Wei Yan
Wei Yan (nome di cortesia Wenchang; 175 – 234) è stato un generale cinese al servizio del Regno Shu durante la fine della Dinastia Han e l’inizio del periodo dei Tre Regni.

## Biografia

### Primi anni di carriera

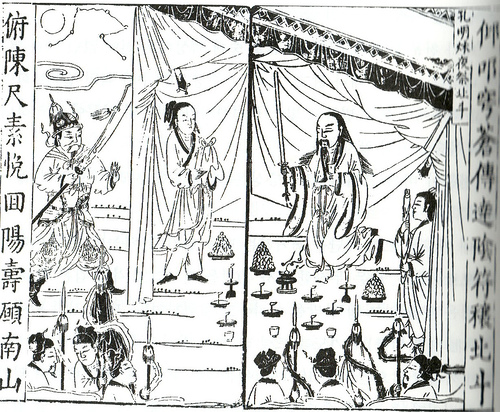
Negli ultimi giorni di vita di Zhuge Liang, questo tentò di allungare di vent’anni la propria vita per sconfiggere Wei, ma il rituale fallì poiché Wei Yan lo interruppe per avvisarlo del movimenti nemici.

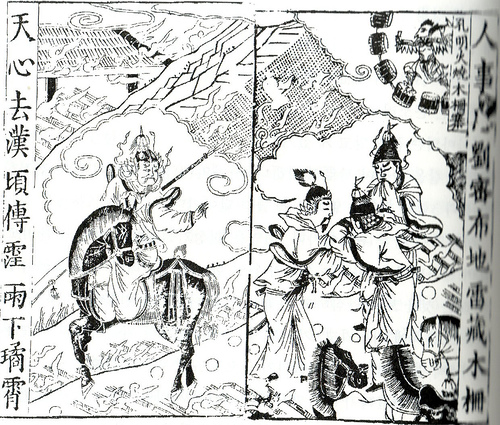
Wei Yan durante la battaglia di Wuzhang mentre intrappola Sima Yi e il suo esercito

Wei Yan nacque nel 175 dopo Cristo nella città di Yiyang (ora nota come Tongbo). Wei Yan iniziò la sua carriera come soldato al servizio di Liu Biao, protettore del Jingzhou; quando Liu Bei entrò nei confini della provincia, Wei Yan era intenzionato ad ospitarlo nella prefettura di Xiangyang, ma questo decise di andare da Liu Qi, figlio di Liu Biao. Allora a Wei Yan non restò scelta e andò a prestare servizio a sud sotto Han Xuan, nella città di Changsha.

### Servizio sotto Liu Bei
Dopo la Battaglia di Chibi Liu Bei attaccò Changsha, Wei Yan difese la città assieme a Huang Zhong, ma quest’ultimo venne condannato a morte da Han Xuan per aver lasciato andare il generale nemico Guan Yu. Ma prima che la condanna fosse eseguita, Wei Yan liberò Huang Zhong, uccise Han Xuan e si arrese a Liu Bei assieme a Changsha.
Nel 213 dopo Cristo, Wei Yan seguì Liu Bei in una campagna per conquistare la provincia di Yi e venne promosso a comandante. Dopo la caduta di Chengdu e la resa di Liu Zhang, Wenchang venne nominato generale.
Nel 219 dopo Cristo Liu Bei conquistò la regione di Hanzhong e si autoproclamò Re, Wei Yan fu nominato prefetto di Hanzhong e venne messo a carico della difesa del confine. Liu Bei si proclamò Imperatore di Shu-Han nel 221 dopo Cristo, ma morì nel 223 dopo Cristo in seguito alla sconfitta di Yiling.

### Servizio sotto Liu Shan
Quando Liu Shan, figlio di Liu Bei, diventò Imperatore, Wei Yan prese parte alla spedizione di Zhuge Liang per sottomettere le tribù ribelli dei Nanman, nel Nanzhong ( Yunnan ) guidati da Meng Huo.
Dopo la spedizione del sud, Wei Yan seguì Zhuge Liang nelle sue spedizioni contro il regno di Cao Wei, Wei Yan difese con successo il passo Yangping e venne nominato Marchese di Nanzheng. Wei Yan propose più volte a Zhuge Liang di attaccare Chang'an direttamente, ma il cancelliere non lo ascoltò e decise di muoversi con cautela e attaccare Longyou, ma non ebbe molto successo. Molti ritengono che il piano di Wei Yan avrebbe portato alla fine della guerra.
Anche se Wei Yan era uno dei pochi nel regno che condividevano la politica estera di Zhuge Liang di fare la guerra a Wei, questo era stato sfiduciato dal cancelliere. Durante la battaglia della pianura di Wuzhang, Zhuge Liang voleva uccidere sia Wei Yan che Sima Yi intrappolandoli nella valle di Shangfang e bruciarli vivi, ma una forte tempesta lo fermò e Sima Yi riuscì a fuggire, mentre Wei Yan andò a protestare contro il cancelliere per i suoi metodi di fare la guerra.
Nel 234 dopo Cristo, Zhuge Liang morì per malattia e diede come ultimi ordini di far ritirare l’esercito di Shu nel proprio territorio e di uccidere Wei Yan. Quest’ultimo prese il controllo delle armate e ordinò di portare a Chengdu la tomba di Zhuge Liang e continuare la guerra contro Wei, ma per ordine del deceduto cancelliere venne ucciso.
Wei Yan morì a 59 anni nel 234 dopo Cristo, venne accusato di tradimento e venne ucciso alle spalle da Ma Dai, un altro generale di Shu.